# 赫爾曼德湖
30°50′N 61°40′E / 30.833°N 61.667°E

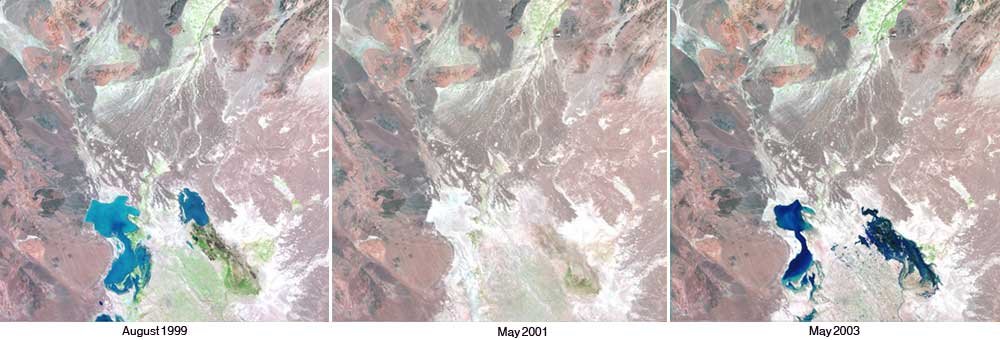

赫爾曼德湖是伊朗的湖泊，位於該國東部，毗鄰與阿富汗接壤的邊境，面積2,388平方公里，蓄水量4.777立方公里，平均水深2米，湖水自赫爾曼德河注入。